# Buddenhagen (Wolgast)
Buddenhagen ist ein Ortsteil der Stadt Wolgast im Landkreis Vorpommern-Greifswald in Mecklenburg-Vorpommern. Bis Jahresende 2011 war Buddenhagen eine eigenständige Gemeinde.

## Geografie
Buddenhagen liegt rund sieben Kilometer südwestlich der Altstadt von Wolgast und ist vollständig von Wald umgeben. Östlich befindet sich das Naturschutzgebiet Buddenhagener Moor. Durch den Ort fließt der Brebowbach.

## Geschichte

### 4. bis 18. Jahrhundert
Die Landstriche entlang des Peenestromes westlich der Insel Usedom waren bis ins 12. Jahrhundert mit dichten Urwäldern bedeckt, so auch das Gebiet des heutigen Ortes Buddenhagen.
Im 4. und 5. Jahrhundert war dieses Gebiet von germanischen Stämmen bevölkert, die nach und nach abwanderten und an deren Stelle sich bis ins 12. Jahrhundert slawische Stammesgruppen, die während der Völkerwanderung im 7. Jahrhundert von Südosten her vordrangen, niederließen.
Im 12. Jahrhundert zogen deutsche und dänische Mönche in die letzten noch von „Heiden“ bevölkerten nördlichen Gebiete bis zur Ostsee vor. Sie begannen nach 1124 und 1128, als Bischof Otto von Bamberg mit der Christianisierung hier weilte, mit der flächenmäßigen Bekehrung der ansässigen slawischen Stämme. Erst nach 1230 kamen dann deutsche Siedler, sie rodeten große Waldflächen, um ihre Siedlungen anzulegen.
In einer Urkunde der Greifswalder Marienkirche wurde der Ort Buddenhagen erstmals als buddenhaghen im Jahr 1387 erwähnt. In der Urkunde wurde der Name Eghard Budde genannt. Der Ortsname könnte somit aus Budde für den Lokator und hagen für Rodung entstanden sein. Der Lokator war gleichzeitig Besitzer von einer der drei Mühlen, die es am Brebowbach gab. Erst 1618 wurde der heutige Name in der Lubinschen Karte genannt.
Während des Dreißigjährigen Krieges (1618 bis 1648) griff auch Schweden unter König Gustav II. Adolf in die Kriegshandlungen ein. Sie landeten 1630 in Peenemünde und besetzten in den folgenden Jahren das gesamte Gebiet Pommerns, zu dem auch Buddenhagen gehört. Buddenhagen war somit bis 1815 Schwedisch-Vorpommern zugeordnet.
Gustav II. Adolf, der seine Truppen siegreich bis in weite Teile des deutschen Gebietes führte, ist am 16. November in der Schlacht bei Lützen tödlich verwundet worden. Sein Leichnam wurde mit einem Trauerzug nach Wolgast und später von dort per Schiff nach Schweden überführt. Während der lange andauernden Überführung war auch Buddenhagen eine Zwischenstation, in der gastiert und der Leichnam im 1613 entstandenen Forsthaus Buddenhagen in der Nacht von 12. auf den 13. Juni 1633 aufgebahrt wurde, bevor dieser von Wolgast aus auf dem Seeweg weiter nach Schweden überführt werden konnte.

### 19. Jahrhundert

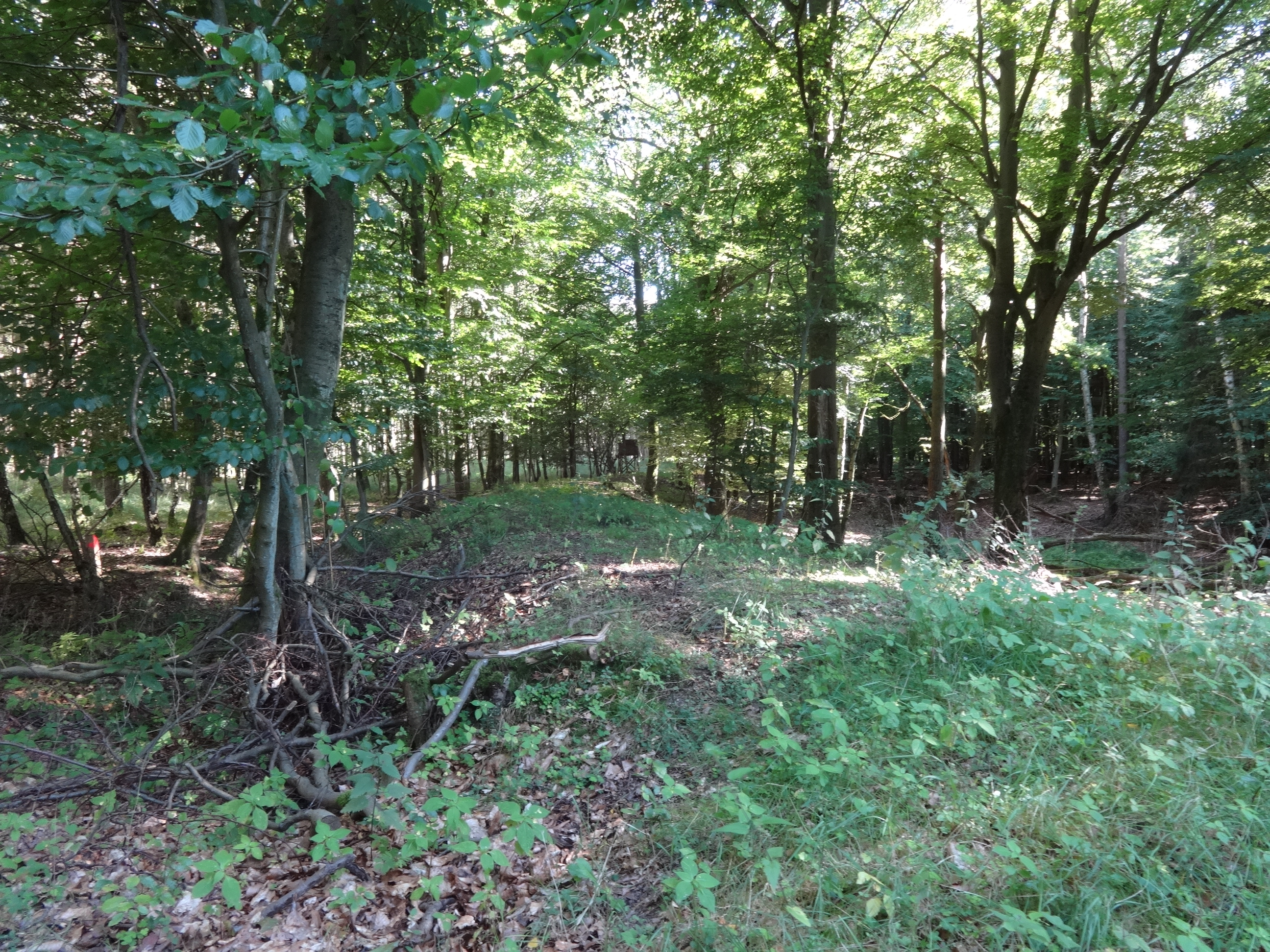
Ehemalige Trasse der Kleinbahn

Ab 1835 erfuhr der Ort durch den Anschluss an die Straße von Moeckow nach Wolgast (im Jahr 2016 die Bundesstraße 111) einen wirtschaftlichen Aufschwung. So sind im Jahr 1846 für Buddenhagen sieben Häuser mit 88 Einwohnern überliefert. Aus der Siedlung Buddenhagen wurde bis ins 19. Jahrhundert ein Waldarbeiter-, Bauern- und Büdnerdorf, das Ende des 19. Jahrhunderts in den Gemeindestatus gehoben wurde. 1896 eröffnete zwischen Anklam und Lassan die Schmalspurbahn (ALKB – Anklam-Lassaner Kleinbahn) mit Halte- und Endpunkt am Normalspurbahnhof in Buddenhagen für den Reise- und Güterverkehr. Die Erwartungen erfüllten sich jedoch nicht, so dass der Verkehr zwischen Buddenhagen und Crenzow 1921 wieder aufgegeben wurde, nur gelegentlich wurden noch Züge mit Holz abgefertigt. Ab 1899 konnte der Ort von Wolgast aus per Telefon erreicht werden.

### 20. Jahrhundert

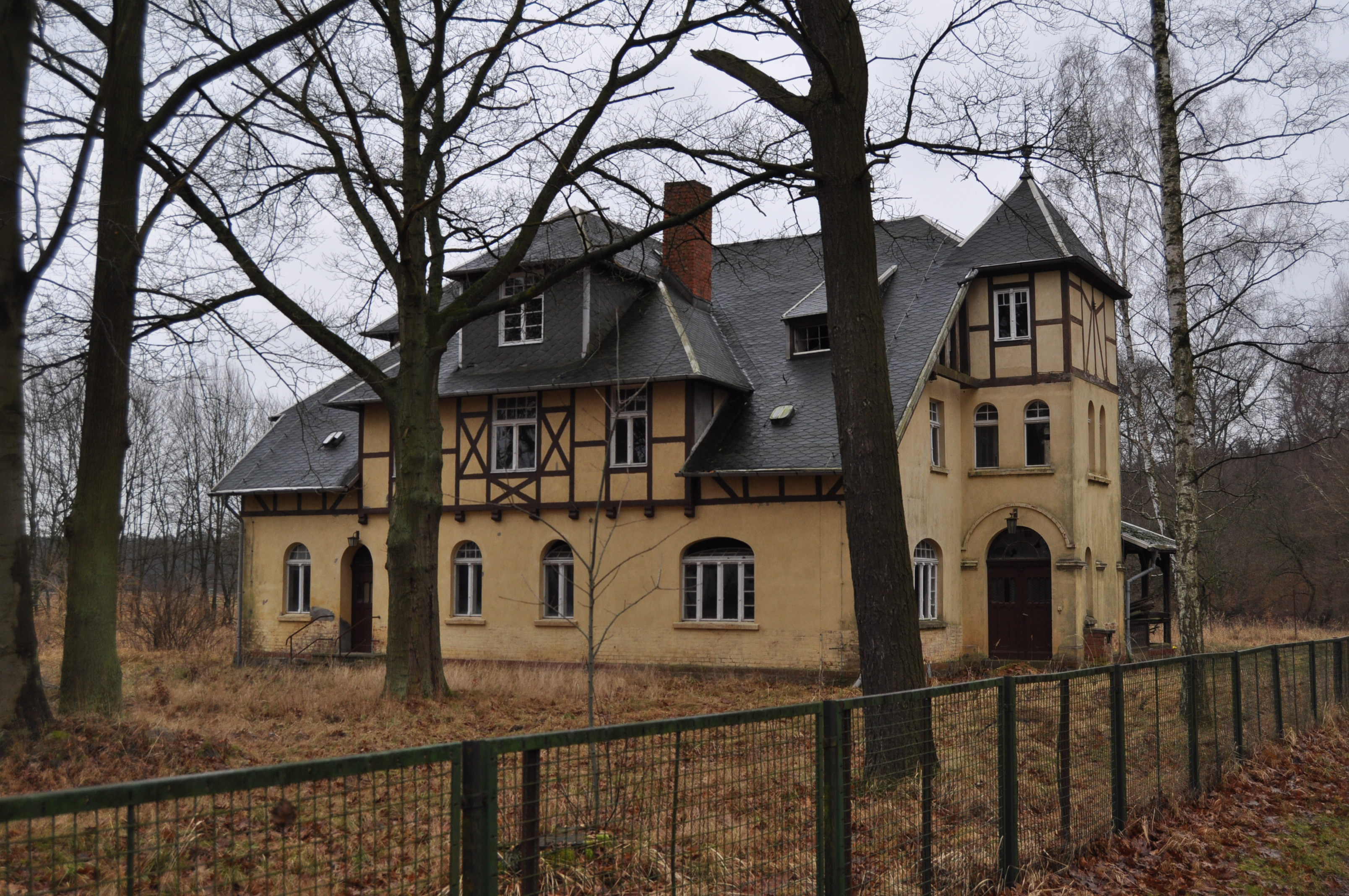
Villa und Gasthaus „Waldfrieden“

Im Jahr 1909 erhielt der Ort die Ausweisung als Luftkurort und das Kurhaus Waldfrieden wurde eröffnet. Dieses Kurhaus mit Nebenanlagen wurde später aufgegeben und ist im 21. Jahrhundert nicht mehr sichtbar. Aus dieser Zeit stammt auch die gründerzeitliche Villa, die später als Gasthaus „Waldfrieden“ geführt wurde. Im Jahr 2016 ist das Haus noch fast unbeschädigt vorhanden, hat aber seit längerem Leerstand. Erst 1921 wurde ein eigener Friedhof angelegt; zuvor fanden die Bestattungen in Hohendorf statt. 1929 erfolgte der Anschluss an das Stromnetz; 1934 gründete sich die Freiwillige Feuerwehr. Im Rahmen der Bildung von Großgemeinden in Vorpommern gehörte Buddenhagen vom 1. April 1938 bis zum 31. Juli 1946 der Gemeinde Katzow an.
Nach dem Bombenangriff durch die Royal Air Force auf die Heeresversuchsanstalt Peenemünde in der Nacht vom 17. zum 18. August 1943 (Operation Hydra) wurden rund 250 der zur Zwangsarbeit an den V-Raketen und zu Bauarbeiten eingesetzten Kriegsgefangenen von Peenemünde und Umgebung nach Buddenhagen evakuiert. Dadurch entstand ein größerer Teil Buddenhagens, der mit Barackenkomplexen im angrenzenden Wald versteckt bebaut wurde.
Nach dem Zweiten Weltkrieg wurden hier „Umsiedler“, darunter viele Sudetendeutsche, untergebracht. Seitdem dienen diese Gebäude noch heute als Mehrfamilienhäuser und prägten das Erscheinungsbild Buddenhagens bis 1995 entscheidend. Am Bahnhof wurde ein Sägewerk aufgebaut. 1963 ersetzte die Kirchengemeinde die zuvor noch provisorische Friedhofshalle durch ein massives Gebäude. Im gleichen Jahr erhielt die Freiwillige Feuerwehr ein Spritzenhaus. 1968 gründete sich der Buddenhagener Fußballverein; 1994 der Schützenverein.
1995 begann die vorerst letzte große Bebauung des Buddenhagener Gemeindegebietes. Auf dem am alten Gemeindekern angrenzenden Acker entstand ein neues Wohngebiet mit vielen Einfamilienhäusern, die hauptsächlich ehemaligen Wolgaster Bürgern eine neue Wohnqualität im Grünen ermöglichen.
In den Jahren 1998 und 1999 wurde die Friedhofshalle modernisiert und erweitert. 1998 wurde der inzwischen geschlossene Kindergarten zu einem „Haus der intergenerativen Begegnung“ umgewidmet. Im gleichen Jahr stellte die Gemeinde ihr Logo „Buddenhagen – natürlich“ der Öffentlichkeit vor.

### 21. Jahrhundert

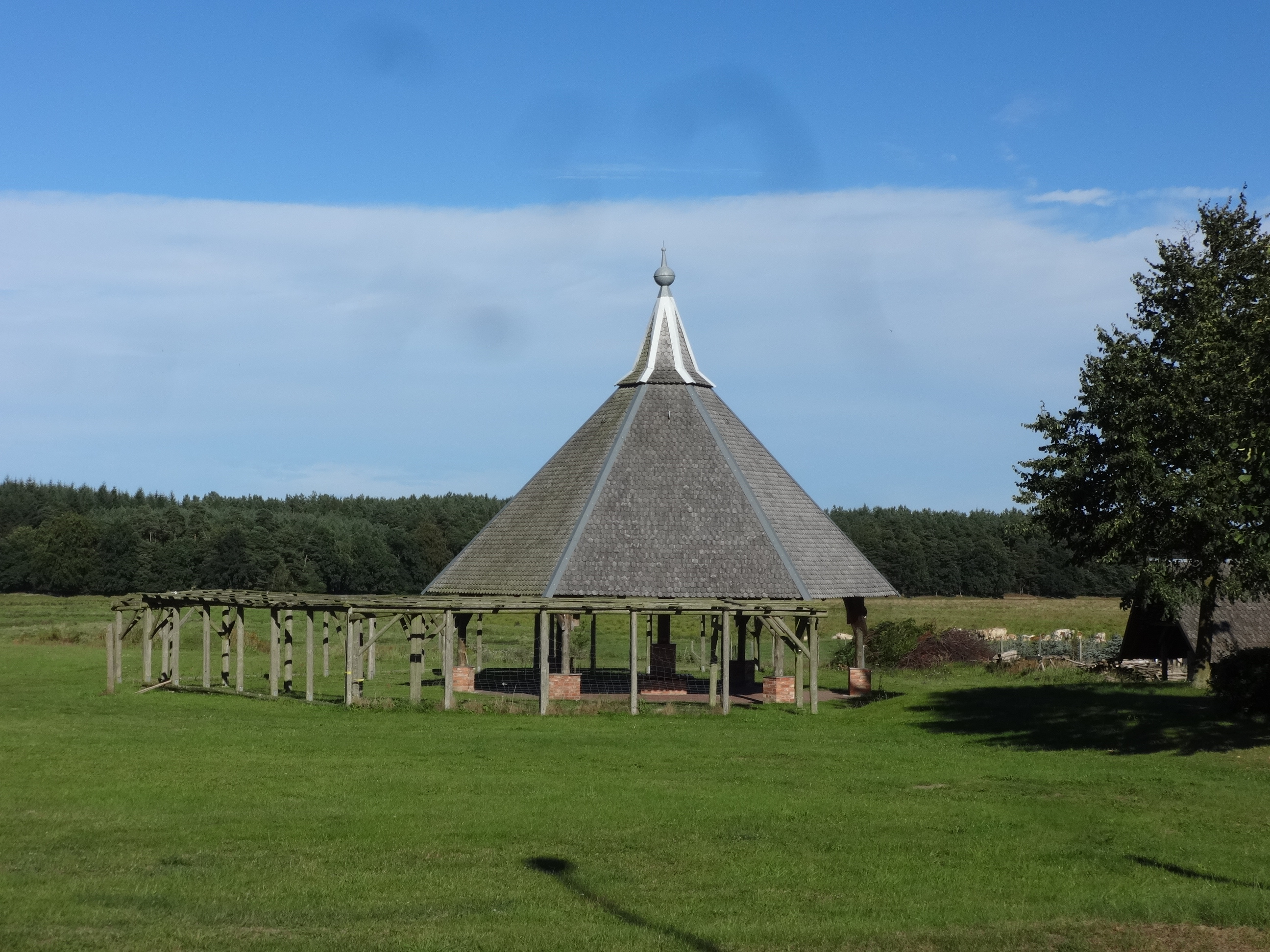
Dorfplatz mit Backofen

Am 29. September 2001 konnte die Freiwillige Feuerwehr ein neues Gebäude übernehmen. 2002 und 2003 wurde der erste und zweite Bauabschnitt der Straße „Am Wald“ fertiggestellt. 2006 bauten die Sportschützen einen Schließstand. Im gleichen Jahr legten die Einwohner am nordöstlichen Rand der Gemarkung eine Streuobstwiese an. Am 7. September 2007 eröffnete mit dem „Wald der Sinne“ ein interaktiver Erlebnispfad. Seit 2009 steht der Gemeinde auf dem Festplatz an der Freiwilligen Feuerwehr eine Schutzhütte mit Backofen zur Verfügung. 2011 kam einige Meter weiter nördlich ein Klang-Objekt hinzu. In diesem Jahr gründete sich auch die „Buddenhagener Dorfgemeinschaft“. Am 1. Januar 2012 wurde Buddenhagen nach Wolgast eingemeindet. Vor seiner Eingemeindung war Rantrum im Kreis Nordfriesland die Partnergemeinde von Buddenhagen.

## Sehenswürdigkeiten
- Das Kurhaus Waldfrieden, die Scheune der Försterei im Jägerweg 13 sowie das Transformatorenhaus an der Straßenkreuzung Am Wald/Wahlendorfer Straße/Alte Bahnhofstraße stehen unter Denkmalschutz.
- Wald der Sinne mit Insektenhotel, Duftbett, Starhaus und Barfußpfad
- Naturschutzgebiet Buddenhagener Moor
- FFH-Gebiet Ostvorpommersche Waldlandschaft mit Brebowbach
- Der Europäische Fernwandweg E9 führt wenige Kilometer nördlich der Gemarkung an Buddenhagen vorbei. Die Wege in den Forstrevieren Jägerhof und Jagdkrug sind mit insgesamt 37 Wegesteinen aus dem 19. Jahrhundert sowie 115 Jagensteinen markiert, die nach der Wende wieder aufgefunden, teilweise aufgearbeitet und an ihren alten Platz gesetzt wurden.[4]

## Regelmäßige Veranstaltungen und Kultur
- Osterfeuer seit 1995
- Sommerfest
- Herbstwanderung
- Weihnachtsmarkt seit 1997
- Winterwanderung
- Schreibwettbewerb für Kinder

In Buddenhagen sind ein Schützenverein, ein Fußballverein, die Freiwillige Feuerwehr sowie ein Seniorenclub aktiv.

## Persönlichkeiten
- Axel Kruse, Fußballspieler, geboren in Wolgast
- Jürgen Kümmel, Bildhauer, geboren in Greifswald

## Verkehr
Nördlich des Ortes verläuft die Bundesstraße 111. Zudem besitzt Buddenhagen einen Bahnhof an der Bahnstrecke Züssow–Wolgast Hafen. Zwischen 1896 und 1921 verband die Anklam-Lassaner Kleinbahn den Ort mit der Stadt Anklam.

## Nachweise
1. ↑  Manfred Niemeyer: Ostvorpommern. Quellen- und Literatursammlung zu den Ortsnamen. Bd. 2: Festland. (= Greifswalder Beiträge zur Ortsnamenkunde. Bd. 2), Ernst-Moritz-Arndt-Universität Greifswald, Institut für Slawistik, Greifswald 2001, ISBN 3-86006-149-6. S. 17
2. ↑  Änderungen bei den Gemeinden Deutschlands, siehe 2012 StBA
3. ↑  Vertrag zur Eingemeindung der Gemeinde Buddenhagen in die Stadt Wolgast (pdf; 865 kB) (Memento des Originals vom 4. März 2016 im Internet Archive)  Info: Der Archivlink wurde automatisch eingesetzt und noch nicht geprüft. Bitte prüfe Original- und Archivlink gemäß Anleitung und entferne dann diesen Hinweis.
4. ↑  Eckhard Oberdörfer: Ostvorpommern, S. 111, Edition Temmen, Bremen, 2006, ISBN 3-86108-917-3